# Las Cruces (Mexique)
Pour les articles homonymes, voir Las Cruces.
Las Cruces est une localité mexicaine située dans la province de San Felipe, dans l'État du Yucatán. 

## Histoire
En 1995, la localité change son nom de San Diego à Las Cruces.

## Démographie
Selon le recensement de 2005 effectué par l'INEGI, Las Cruces compte une population de 2 habitants.